# 巴拉丁諾山阿波羅神廟
巴拉丁諾山阿波羅神廟（拉丁語：Templum Apollinis in Palatio），又稱阿克提安阿波羅神廟，是羅馬的一座阿波羅神廟，由奧古斯都於西元前36年至西元前28年期間在巴拉丁諾山上修建。這是羅馬城祭祀範圍內的第一座阿波羅神廟，也是奧古斯都建造的四座神廟中的第二座。根據傳統，神殿選址時曾遭雷擊，這被解釋為神的預兆。奧古斯都時期的作家將神殿選在奧古斯都個人住所的旁邊，該住所被爭議地認定為奧古斯都之家。
神殿與奧古斯都軍隊在瑙洛丘斯戰役和亚克兴海战中的勝利密切相關，後者透過裝飾得到了廣泛的紀念。神殿在奧古斯都的宣傳和政治意識形態中扮演著重要角色，它代表著羅馬「黃金時代」的恢復，是奧古斯都虔誠（對宗教和政治責任的奉獻）的象徵。它被用來祭祀阿波羅和他的妹妹狄阿娜，以及存放預言性的《西卜林書》。它的庭院用於外交活動和羅馬元老院的會議，也包括達納伊德門廊，其中的希臘文和拉丁文圖書館被認為是羅馬最重要的圖書館之一。
奧古斯都時期的詩人經常在他們的作品中提到並讚美神廟，他們經常評論神廟奢華的藝術裝飾和神像，其中包括三座崇拜神像和其他作品，這些作品出自古希臘時期和西元前四世紀著名的希臘藝術家之手。這些詩人包括提布魯斯、維吉爾和賀拉斯。西元前17年6月3日世俗運動會期間，賀拉斯的《時代之歌》首次在神殿上演。
西元64年的羅馬大火損壞了神廟，但在圖密善皇帝的統治下又得以修復。最後，它又毀於西元363年的另一場大火，據傳是基督徒縱火所致。自1860年代以來，人們對該神廟進行不同階段的發掘和部分修復，但僅有部分遺跡存世，其文獻資料也不完整。現代人對該神殿的評價不一，有的認為它是對羅馬傳統的奢侈化和希臘化的突破，有的認為它是重申羅馬共和國建築和政治價值的保守嘗試。考古學家約翰·布賴恩·沃德-珀金斯將其描述為「奧古斯都時期最早和最精美的神廟之一」。

## 外部連結
- Platner and Ashby
- Images and bibliography （页面存档备份，存于）